# Polymérisation ionique
Une polymérisation ionique est une polymérisation en chaîne dans laquelle les sites actifs sont des ions libres ou des paires d'ions. Habituellement les ions sont situés sur les extrémités des chaînes en croissance mais quelquefois les ions peuvent être situés sur les monomères.

## Classification
- Selon la nature du site actif :
  - polymérisation anionique : les sites actifs sont des anions (sous forme d'anions libres ou de paires d'ions) ;
  - polymérisation cationique : les sites actifs sont des cations (sous forme de cations libre ou de paires d'ions).

- Selon le nombre de sortes de monomère :
  - homopolymérisation ionique : une seule sorte ;
  - copolymérisation ionique : au moins deux sortes.

- Selon la pérennité des sites actifs :
  - polymérisation ionique conventionnelle : les sites actifs ne sont pas pérennes ;
  - polymérisation ionique vivante : les sites actifs sont pérennes :
    - polymérisation anionique vivante (en)
    - polymérisation cationique vivante (en)

## Comparaison avec la polymérisation radicalaire
Comme la polymérisation ionique, la polymérisation radicalaire est une polymérisation en chaîne.
La polymérisation radicalaire ne permet pas un contrôle de la linéarité des chaînes. C'est pourquoi on s'est tourné vers la polymérisation ionique dès les années 1950.
La première étape est toujours l'amorçage, mais au lieu d'une rupture homolytique, c'est une rupture hétérolytique qui a lieu, d'où le nom de polymérisation ionique. Selon la polarité du milieu, l'amorceur peut donner naissance à une paire d'ions (cas d'un milieu de faible constante diélectrique) ou à des ions libres solvatés (milieu dissociant).
Ensuite vient la propagation bien plus rapide que par mode radicalaire (facteur de 3 à 6 décades). La croissance se fait par insertion du monomère dans l'ion libre ou la paire d'ions.
La différence essentielle avec le mode radicalaire se situe au niveau de la terminaison. Les espèces ioniques actives ne réagissent pas entre elles. En l'absence d'échanges avec un solvant, les réactions de terminaison sont très lentes ou inexistantes en polymérisation ionique.